# Chimborazo tartomány
Chimborazo Ecuador egyik tartománya, amely az ecuadori Andok középső területén helyezkedik el. Ide tartozik a Sangay Nemzeti Park egy része. A tartomány fővárosa a pánamerikai főútvonalon fekvő Riobamba. Ebben a tartományban található az egyenlítői ország leghatalmasabb hegye, a Chimborazo (6267 m), amelyről a 19. századig úgy tartották, hogy a világ legmagasabb hegye.

## Kantonok
A tartományban 10 kanton van.
| Kanton     | Népesség (2001) | Terület (km²) | Székhely   |
| ---------- | --------------- | ------------- | ---------- |
| Alausí     | 42 823          | 1644          | Alausí     |
| Chambo     | 10 541          | 163           | Chambo     |
| Chunchi    | 12 474          | 273           | Chunchi    |
| Colta      | 44 701          | 829           | Cajabamba  |
| Cumandá    | 9 395           | 159           | Cumandá    |
| Guamote    | 35 210          | 1216          | Guamote    |
| Guano      | 37 888          | 460           | Guano      |
| Pallatanga | 10 800          | 377           | Pallatanga |
| Penipe     | 6 485           | 370           | Penipe     |
| Riobamba   | 193 315         | 980           | Riobamba   |